# Château de Costaérès
Le château de Costaérès est situé sur l'île de Costaérès dans le territoire de la commune française de Trégastel, dans les Côtes-d'Armor, en Bretagne.

## Historique
Le terme château est galvaudé : c'est en fait un gros manoir de style néo-médiéval caractéristique des grandes maisons de villégiature de la fin du XIXe siècle sur la côte de granit rose.
L’édifice, à volumétrie complexe issue de plusieurs agrandissements, est réalisé en granit rose issu des carrières de La Clarté, quartier de Perros-Guirec. La toiture est en ardoise.
Son aménagement intérieur a été conçu avec le bois de récupération d'un trois-mâts échoué en hiver 1896, le Maurice.
Le manoir a été édifié sur un îlot acheté par Bruno Abakanowicz (appelé aussi Bruno Abdank, qui a construit un peu plus tard vers 1896 l'hôtel Bellevue à Ploumanac'h), ingénieur et mathématicien d'origine polonaise à la fin de l'été 1892 au douanier René Le Brozec, un Perrosien qui y cultivait des pommes de terre et faisait sécher du lichen et du poisson. La transaction de l’époque fut de 0,25 franc le mètre carré.
Il a été achevé vers 1896 par l'ingénieur Lanmoniez et l'entrepreneur lannionnais Pierre Le Tensorer. 
Après 1900, date du décès du propriétaire, sa fille, Sofia Abakanowicz, devenue madame Poray, fait agrandir la villa d'une aile à l'ouest en retour sur la façade postérieure.
Durant la Seconde Guerre mondiale, la villa est réquisitionnée par l'armée allemande, et subit quelques dommages intérieurs.
À la suite de travaux de toiture, le 6 septembre 1990, un incendie détruit en partie l'intérieur de l'édifice.
L'image de ce château sur son îlot est souvent utilisée pour illustrer cartes postales et guides touristiques de la Côte de granit rose, des Côtes-d'Armor et de la Bretagne.
Dans la série française La Maison, diffusée en 2024 sur Apple TV+, le château est utilisé comme lieu de tournage. Il représente la grande propriété familiale en dehors de Paris. Il appartient à la famille Ledu, dirigeant la maison de haute couture fictive du même nom.

## Géographie
Ce château a pris le nom de l'îlot d'un hectare sur lequel il a été construit : Costaérès qui vient de coz-seherez (kozh-sec'herezh en breton moderne) qui signifie en breton « vieille sècherie ». C'est là, en effet, que les marins faisaient sécher les poissons au soleil.
L'îlot est situé sur la commune de Trégastel, face aux plages de Tourony et de Saint-Guirec (Ploumanac'h), et séparé de cette dernière par le chenal du port de Ploumanac'h formé par le ruisseau du Grand-Traouïero. Il est accessible à marée basse à partir de la plage de Tourony.
L'îlot est inscrit dans la zone protégée Natura 2000 Côte de granit rose-Sept-Îles.
Localisation

## Personnalités
Plusieurs personnalités ont séjourné à Costaérès :
- Bruno Abakanowicz, ingénieur mathématicien, commanditaire de l’ouvrage.
- Ladislas Mickiewicz, écrivain, fils aîné du poète polonais Adam Mickiewicz.
- Henryk Sienkiewicz qui y séjourna en 1898-1899 y écrivit son roman Quo vadis ?[5] qui lui vaudra recevoir en 1905 le prix Nobel de littérature. Une plage de Trégastel porte le nom de Quo vadis.
- Léo Ferré, poète, musicien et chanteur [6].
- Carlos, chanteur[réf. nécessaire].
- Dieter Hallervorden, comédien allemand, est le propriétaire actuel de cette île (depuis 1988).

## Galerie

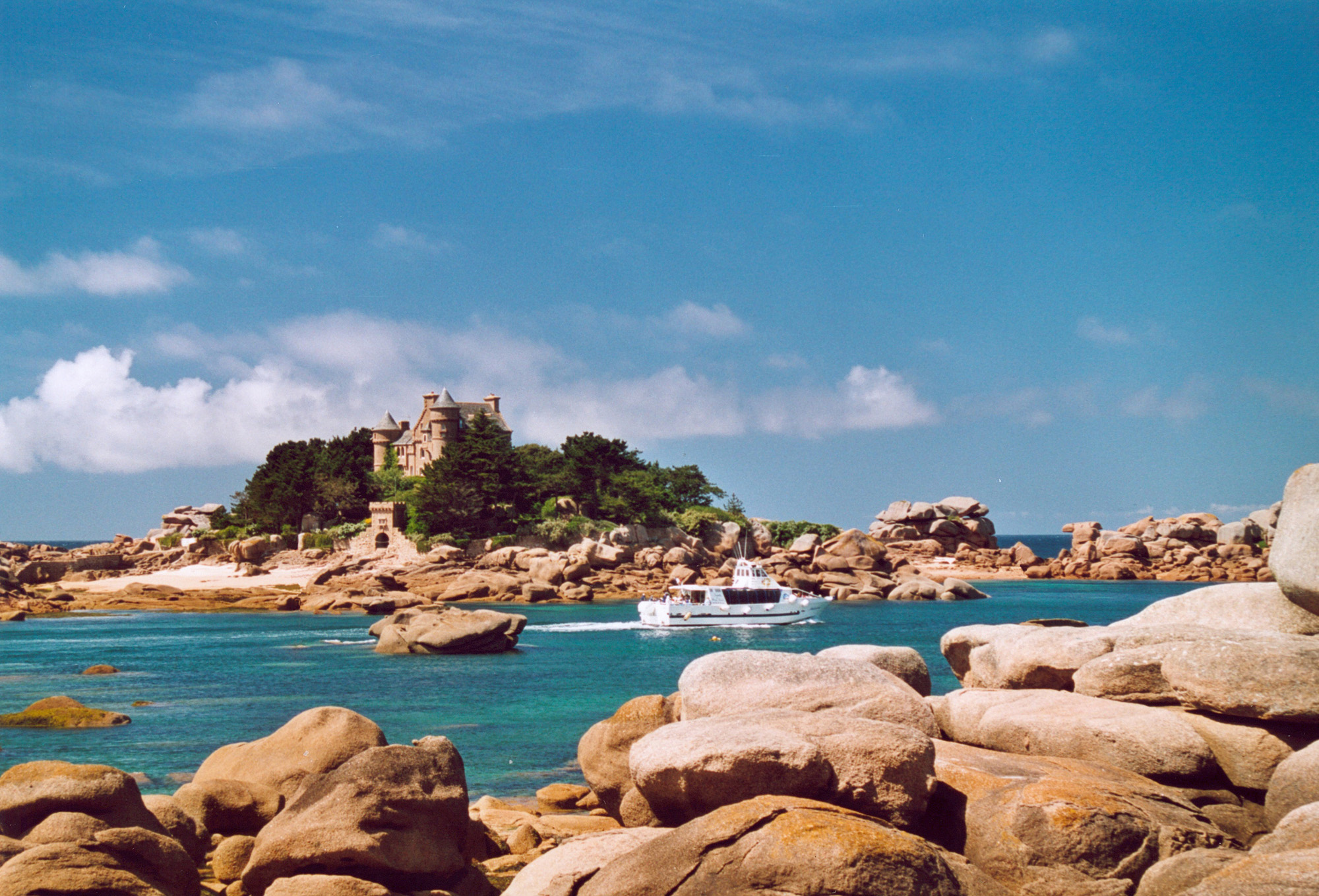
La côte de granit rose.
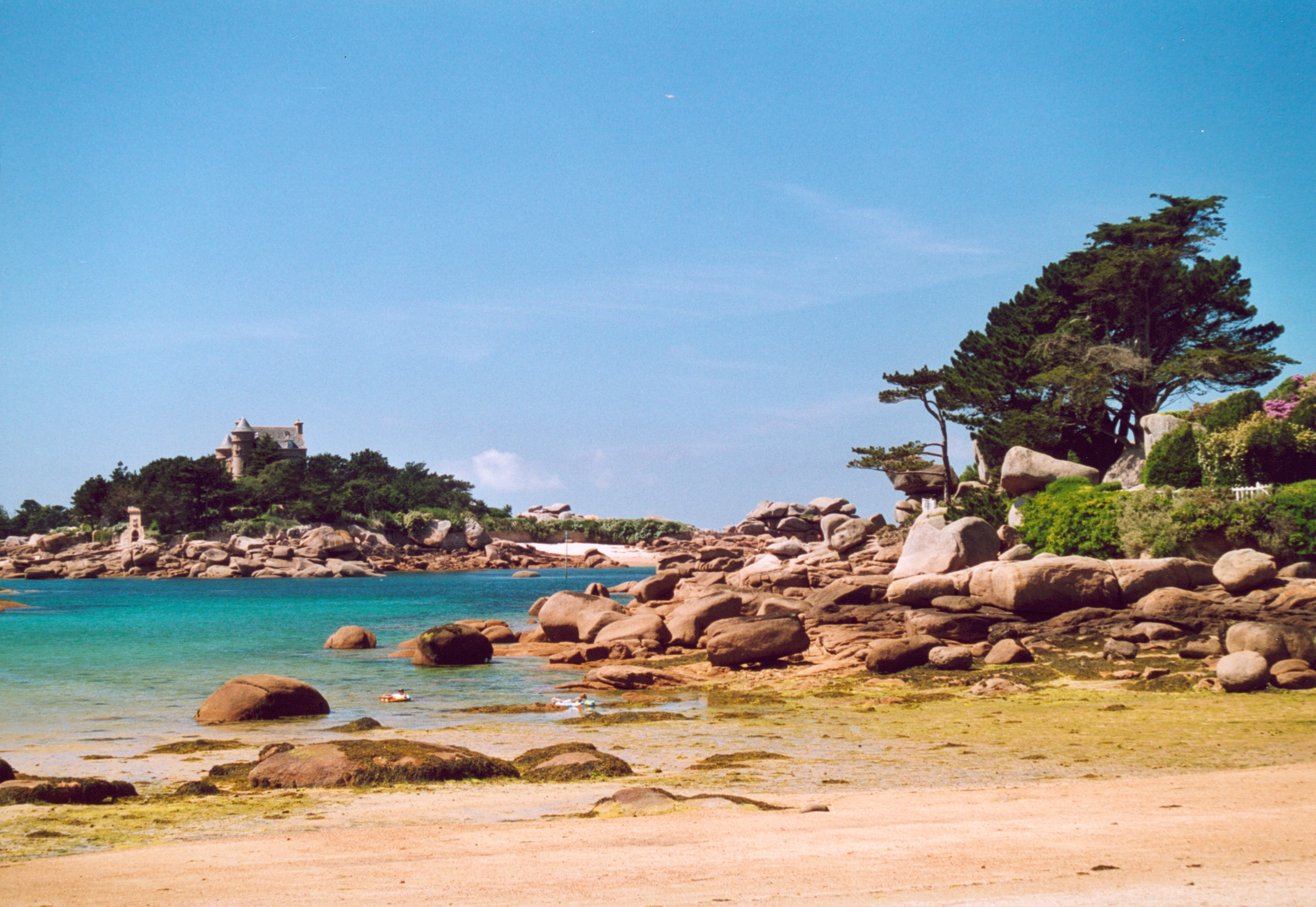
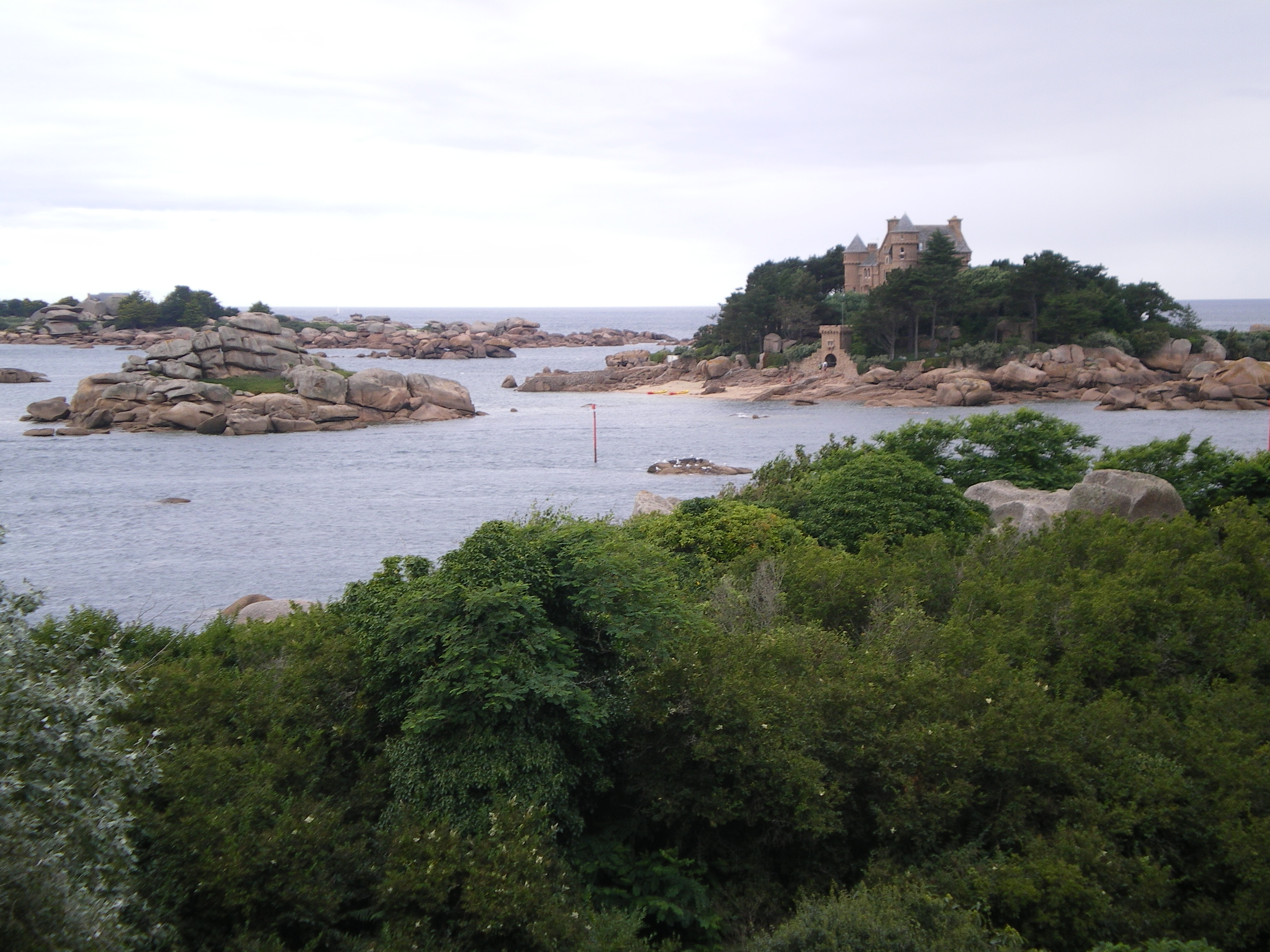
Le château.
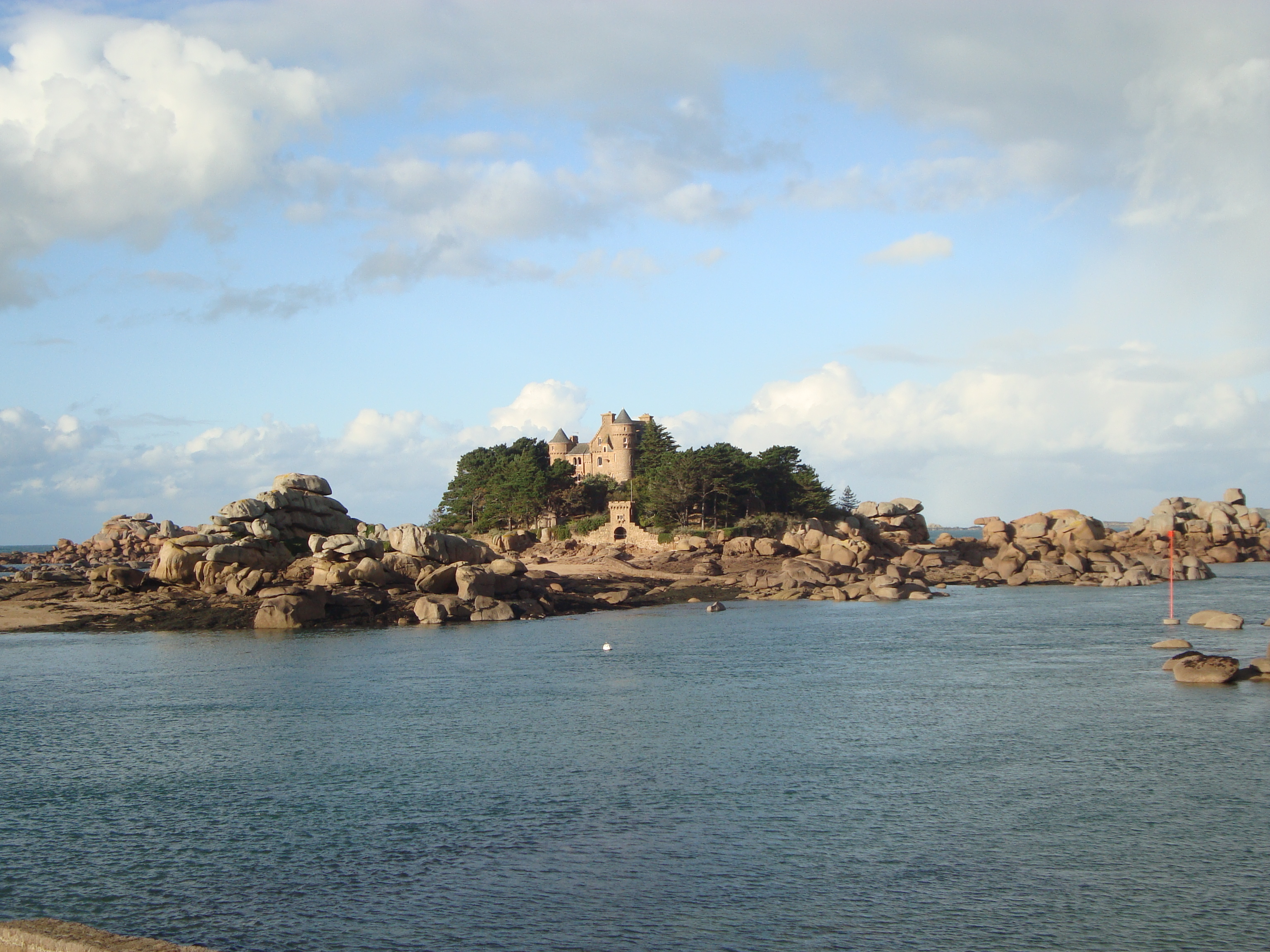